# Olivier Marchal
Olivier Marchal (* 14. listopadu 1958 Talence) je francouzský herec, scenárista, režisér a bývalý policista. V roce 2005 získal tři nominace na Césara v kategoriích nejlepší režie, nejlepší film a nejlepší scénář za film Válka policajtů s Gérardem Depardieuem a Danielem Auteuilem v hlavních rolích.
Po absolvování jezuitské koleje v Bordeaux pracoval od roku 1980 jako detektiv ve Versailles. Postupně začal psát scénáře ke kriminálním televizním seriálům (Komisař Moulin, Kriminální policie) a objevovat se v hereckých rolích. Manželkou je herečka Catherine Marchalová.

## Herecká filmografie
- 2009 – Diamant 13
- 2009 – Quelque chose à te dire
- 2008 – Le Bruit des gens autour
- 2008 – Nevinná
- 2008 – Un roman policier
- 2007 – Confidences (TV seriál)
- 2007 – Gangsteři
- 2007 – Chez Maupassant (TV seriál)
- 2007 – Scorpion
- 2006 – Dcera té druhé (TV film)
- 2006 – Les Innocents (TV film)
- 2006 – Nikomu to neříkej
- 2006 – Le Sixième homme
- 2005 – Éliane (TV film)
- 2004 – Paul Sauvage (TV film)
- 2004 – Les Robinsonnes (TV film)
- 2004 – Válka policajtů
- 2002 – Chut! (TV film)
- 2000 – L' Extraterrestre
- 2000 – La Petite absente (TV film)
- 2000 – Police district (TV seriál)
- 2000 – La Tresse d'Aminata (TV film)
- 1999 – Le Gang des TV
- 1999 – La Puce
- 1999 – Un coeur pas comme les autres (TV film)
- 1997 – Les Vacances
- 1996 – Le Dur métier de policier
- 1996 – Quai n° 1 (TV seriál)
- 1995 – La Femme piégée (TV film)
- 1993 – Brigada central 2: La guerra blanca (TV seriál)
- 1993 – Nespolehlivý
- 1993 – Prat et Harris (TV film)
- 1988 – Nebuďte policajta